# Johan Herman Wessel

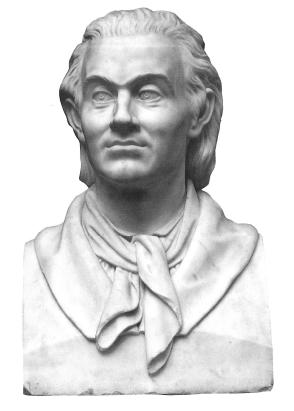
Johan Herman Wessel mellszobra a Nasjonalgalleriet-ben, Julius Middelthun alkotása

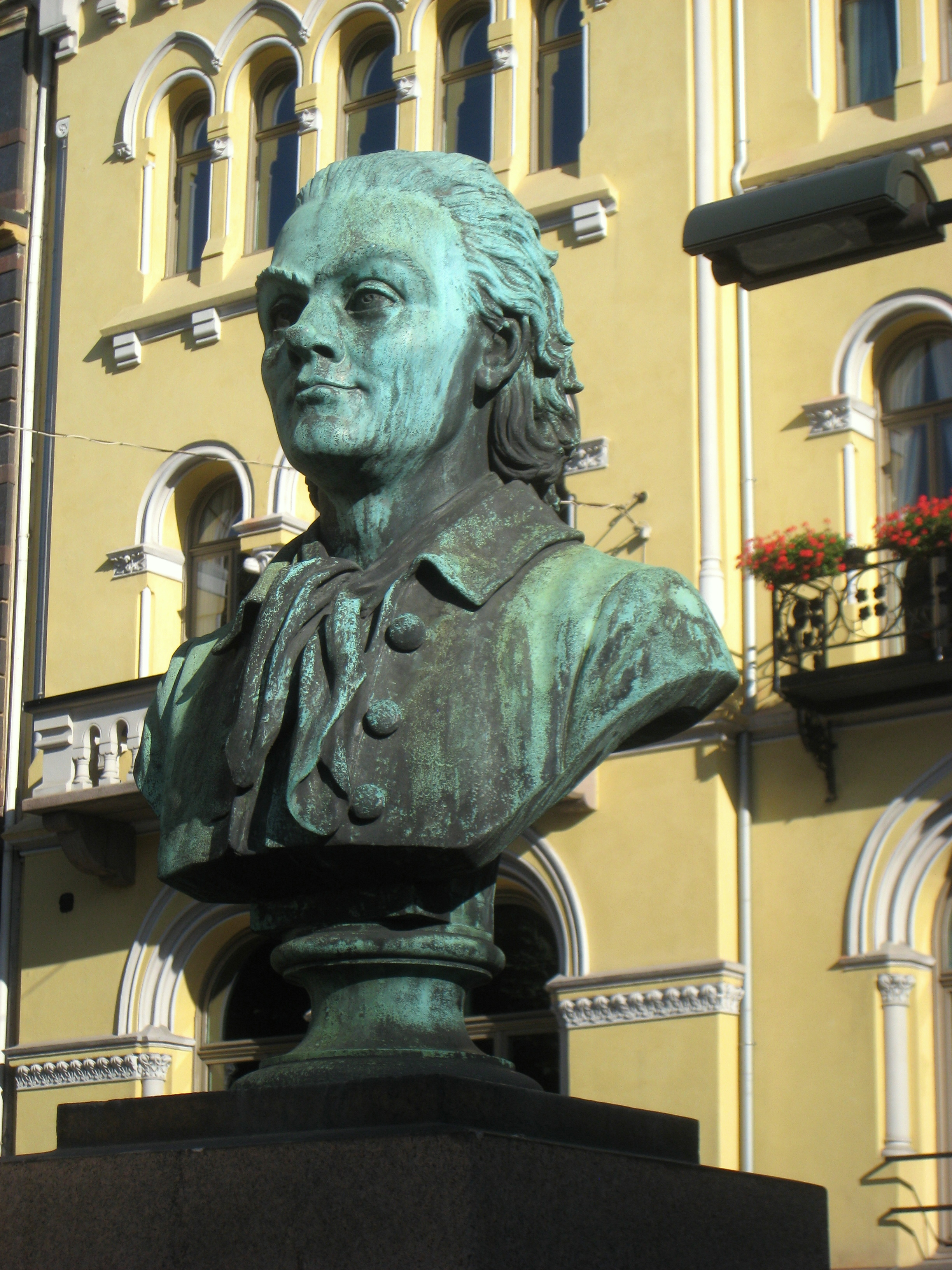
Johan Herman Wessel mellszobra a Wessels téren Oslóban

Johan Herman Wessel (Vestby, 1742. október 6. – Koppenhága, 1785. december 29.) norvég költő, író.

## Élete
Jonas Wessel (1707-1785) és Helene Maria Schumacher (1715-1789) gyermeke volt. Apja plébános volt, s 13 gyermeke volt. Fiatalabb testvérei közé tartozott a matematikus Caspar Wessel (1745-1818 és az ügyvéd Ole Christopher Wessell (1744-1794). Sógornője a birtokos Maren Juel (1749-1815), nagybátyja a tengerész Peter Tordenskjold (1690-1720 volt. Tanulmányait 1757-ben kezdte meg az oslói katedrális iskolájában, ezután 1761-ben a koppenhágai egyetemre ment, ahol idegen nyelveket tanult. Később mint tanár és fordító működött. Kissé bohém élete nagy részét Koppenhágában töltötte, betegségektől és az alkoholtól egyre jobban legyengülve. A Norvég Társaság nevű irodalmi kör középpontja volt, e kör tagjai norvég identitásukat őrizték a dán fővárosban, s munkáikat klasszikus versmértékben alkották.
Wessell 1780-ban vette feleségül Anna Catharia Bukiert (1748-1813), egy fiuk született 1781-ben, Jonas Wessel. A házasságra rányomta bélyegét Wessel alkoholizmusa és depressziója. Jonas Wessel Koppenhágában hunyt el, s a Szentháromság-templom temetőjében temették el.

## Munkássága
Wessel versei gyakran szatirikusak, humorosak, irodalmi stílusa szándékoltan túlbonyolított, ugyanakkor szellemes. Epigrammái is jelentősek, különösen rövid, szellemes, önirikus darabjai. Elsősorban humoros alkotásairól ismert, amelyek az ember bolondságáról, igazságtalanságáról szólnak. Leghíresebb alkotása, a Smeden og Bageren (A kovács és a pék) egy falu egyetlen kovácsáról szól, akinek megbocsátanak egy gyilkosságot, mivel a falunak szüksége van kovácsra, s helyette a falu két péke közül végzik ki az egyiket, mivel "két pékünk van, s a falunak csak egyre van szüksége". Herremaden (A földesúr) című darabjában egy pokolra jutó ember kellemetlen felfedezéseket tesz saját fia származásáról. Kierlighed uden Strømper (Szerelem harisnya nélkül, 1772, epilógussal: 1774) című szatirikus darabja a neoklasszikus tragédia paródiája, hétköznapi, banális környezetben zajló konfliktusokról szól, végig hősies nyelvezetet használva, még ma is előfordul a színházak műsorán. Anno 7603 című darabja 1781-ben jelent meg. A mű csekély irodalmi értékkel bír, színpadra sem került sosem, sőt néha még összegyűjtött művei listájáról is lehagyják, mégis bizonyos kultikus státusza van, e munka ugyanis az időutazás témájának legelső megjelenése a világirodalomban, ezen belül a tudományos-fantasztikus irodalomban.  A két főhőst, Leandert és Julie-t egy tündér repíti a 7603. évbe, ahol a nemi szerepek felcserélődtek, s csak nők teljesíthetnek katonai szolgálatot.

## Külső hivatkozások
- Összegyűjtött versei 1878-as, koppenhágai kiadása a Google Books-on
- Színdarabjai 1832-es koppenhágai kiadása a Google Books-on
- Az Anno 7603 az archive.org-on

## Fordítás
- Ez a szócikk részben vagy egészben  a   Johan Herman Wessel című angol Wikipédia-szócikk ezen változatának fordításán alapul.  Az eredeti cikk szerkesztőit annak laptörténete sorolja fel. Ez a jelzés csupán a megfogalmazás eredetét és a szerzői jogokat jelzi, nem szolgál a cikkben szereplő információk forrásmegjelöléseként.